# Kugler Attila
Kugler Attila (Budapest, 1986. szeptember 16. –) magyar kajakozó.

## Sportpályafutása
A 2007-es U23-as Európa-bajnokságon négyes 500 méteren hatodik volt. Egyes 500 méteren a 2011-es síkvízi kajak-kenu Európa-bajnokságon és a 2011-es síkvízi kajak-kenu világbajnokságon is nyolcadik lett. A 2012-es gyorsasági kajak-kenu Európa-bajnokságon K2 500 méteren (Pintér Márk) ötödik helyezést ért el. A 2014-es gyorsasági kajak-kenu Európa-bajnokság K4 1000 méteren (Szalai Tamás, Schenk Áron, Kucsera Gábor) negyedik volt. A 2015-ös gyorsasági kajak-kenu világbajnokságon egyes 1000 méteren kiesett. A 2016-os gyorsasági kajak-kenu Európa-bajnokságon négyes 1000 méteren (Hufnágel Tibor, Dombvári Bence, Ceiner Benjámin) hetedik volt.